# Баранов, Александр Михайлович (архитектор)
Александр Михайлович Баранов (1843—1911) — русский архитектор. Работал в Воронеже, около 25 лет был главным архитектором города, выполнял частные заказы.

## Биография
Родился в 1843 году.
Архитектурное образование получил в Московском Дворцовом архитектурном училище. В 1871 году приехал в Воронеж. Одна из первых работ — участие в ремонте Козлово-Воронежско-Ростовской железной дороги.
В 1886 году занял должность главного архитектора города и проработал на ней до 1910 года. Курировал градостроительную деятельность в Воронеже, «исправлял» улицы (в частности, Эртеля). Занимался общественной работой, избирался гласным городской думы, участвовал в работе комитета по организации строительства Владимирского собора, строил по частным заказам — дома купцов Д. Г. Самофалова, И. Ф. Вансовича, Н. А. Михайлова и др.
В 1910 году произошла катастрофа на возводимых по проекту и под наблюдением Баранова казармах — рухнули перекрытия, эта катастрофа привела к отставке архитектора от должности.
Умер вскоре после отставки.
Работал в архитектурном стиле эклектика, сочетал классицизм, русский стиль, готику.

## Известные работы

### Воронеж
Дом купца Харина (улица 9 января, д. 43)
Дом купца Михайлова (Проспект Революции, д. 47)
Здание швейной мастерской (улица Кости Стрелюка, д. 11/13)
Казенный винный склад (Кольцовская улица, д. 24к)
Дом при Дворянском собрании (улица Чайковского, д. 3А)
Николаевская женская прогимназия (улица Фридриха Энгельса, д. 31)
Перестройка Мариинской женской гимназии (Проспект Революции, д. 32)
Общежитие духовной семинарии (улица Сакко и Вацетти, д. 80)
Собственный дом (Батуринская улица, д. 34)
Владимирский собор (не сохранился)

### Павловск
Ольгинская женская гимназия (Павловск)

## Галерея

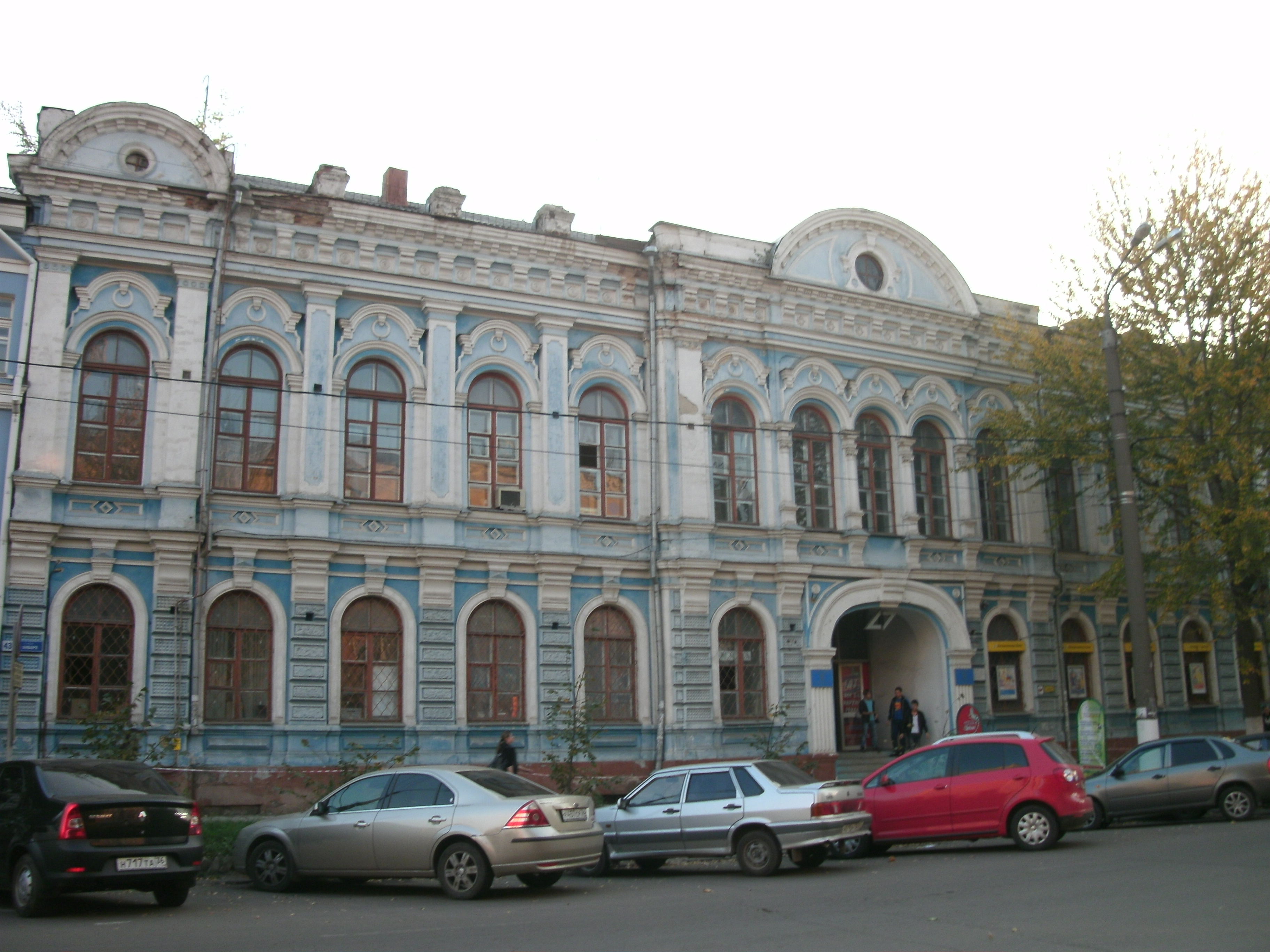
Дом купца Харина
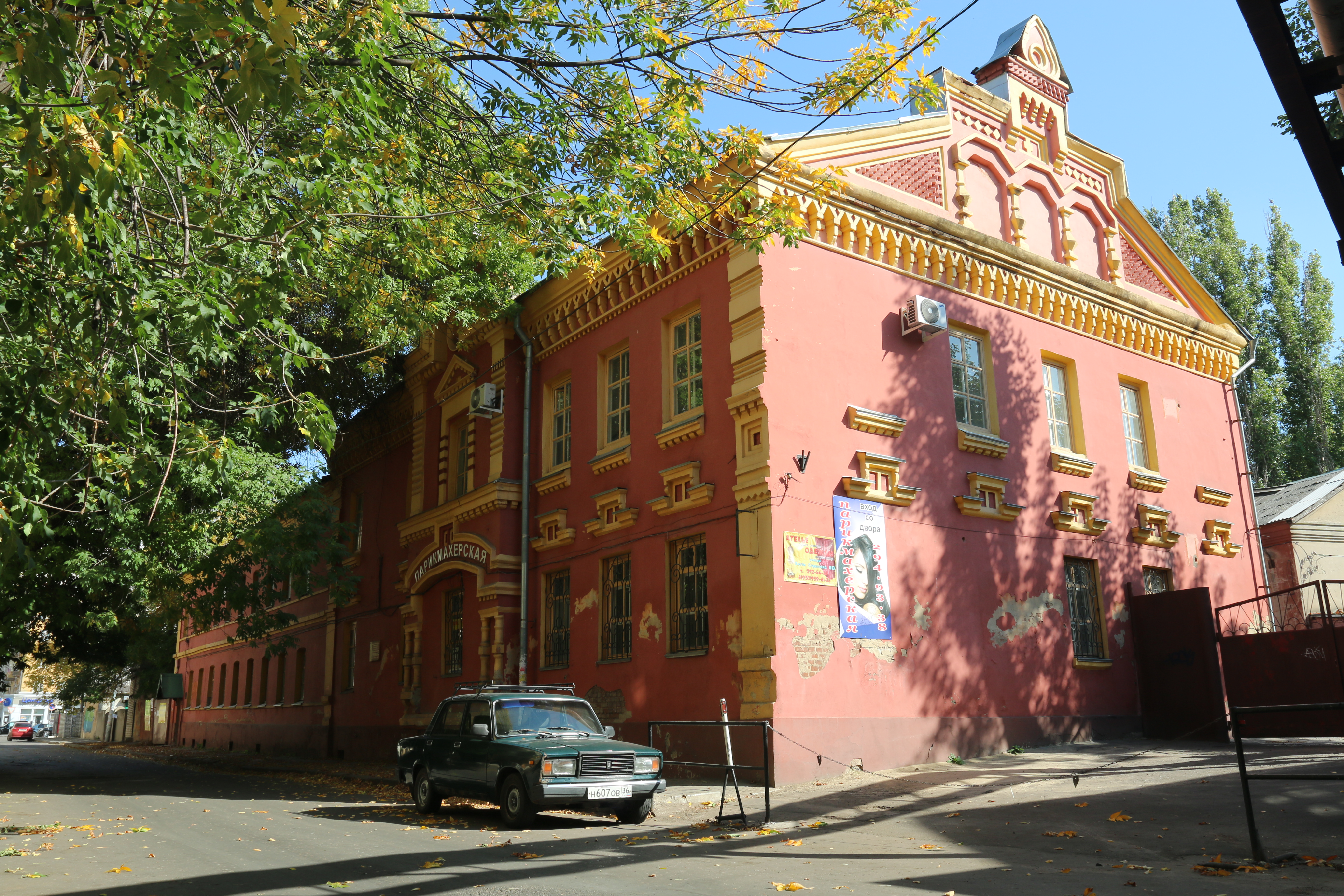
Здание швейной мастерской
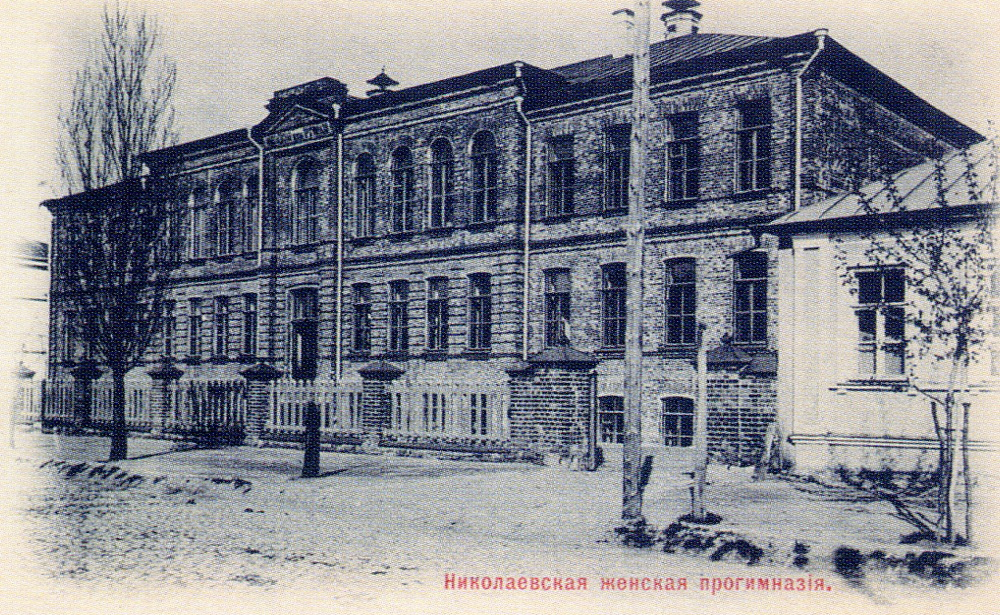
Николаевская женская прогимназия
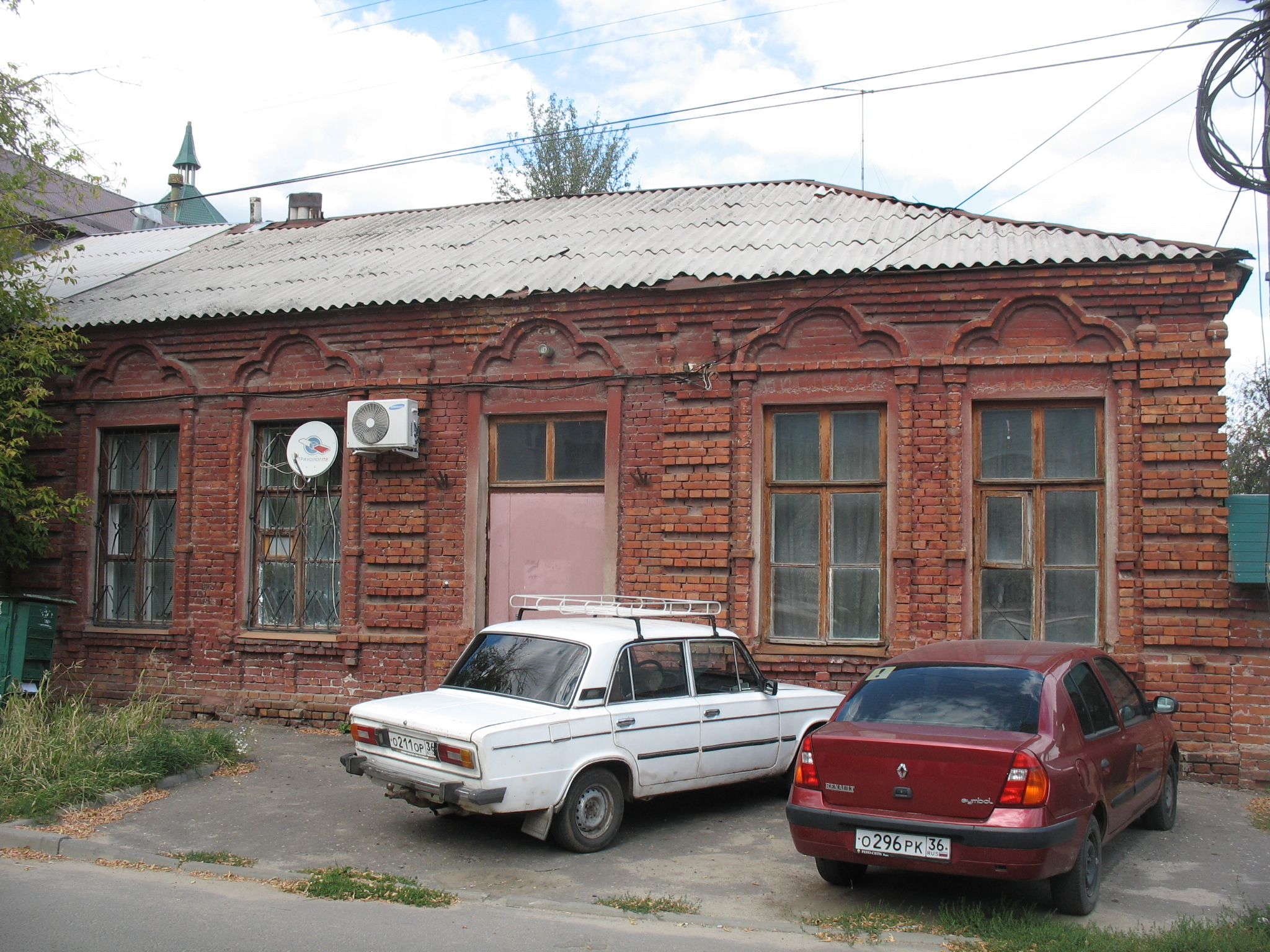
Дом архитектора А. М. Баранова